# Мартін Гайдеґґер
Ма́ртін Га́йдеґґер, також Мартін Гайдеггер (нім. Martin Heidegger Німецька: [ˈmaʁtiːn ˈhaɪdɛɡɐ]; 26 вересня 1889, Месскірх, Баден, Німецька імперія — 26 травня 1976, Фрайбург, Баден-Вюртемберг, ФРН) — німецький філософ-екзистенціаліст та феноменолог. Один з найбільш впливових мислителів XX століття. Створив вчення про Буття (Dasein) в своїй найбільш відомій праці «Буття і час» (1927), а, також поняття Gestell у філософії техніки.  
Гайдеґґер зосереджував свою роботу також в сферах феноменології та герменевтики. Один із засновників герменевтики та сучасної лінгвістичної філософії. Поруч із Людвіґом Вітґенштайном здійснив мовну революцію.

## Життя

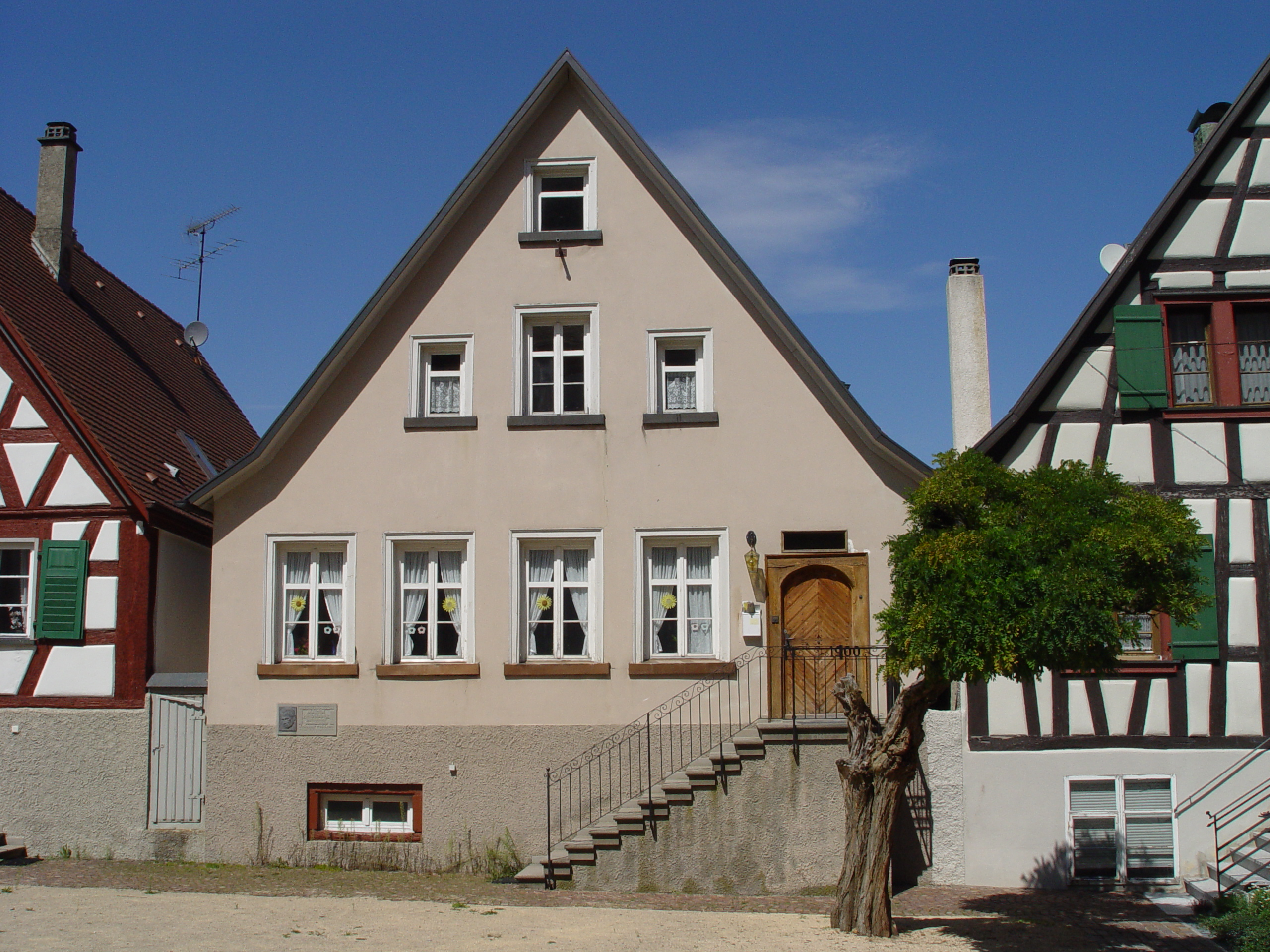
Будинок у Мескірху, де виріс Гайдеґґер

### Дитинство та освіта
Мартін Гайдеґґер народився 26 вересня 1889 року в містечку Мескірх у Бадені в ремісницькій католицькій родині. Батько, Фрідріх Гайдеґґер, був бондарем, а також служив у церковному причті. Мати, Йоганна Кемпф, володіла невеликою земельною ділянкою. Статки родини не дозволяли трьом її дітям забезпечити хорошу освіту. Проте після навчання в реальній школі, 1903 року, Мартіна за підтримки церкви відправили до єзуїтського коледжу в м. Констанц. Передбачалося, що пізніше він поповнить ряди духовенства.
Закінчивши коледж 1906 року, Мартін продовжив навчання в низці гімназій та 1909 розпочав навчання у Фрайбурзькому університеті. Там спершу вивчав католицьку теологію, публікувався в католицьких журналах. Проте невдовзі переводиться і зосереджується на вивченні філософії. Водночас Гайдеґґер відвідує лекції з історії, математики та природознавства, знайомиться з останніми на той час досягненнями математики, логіки, хімії, фізики, зокрема з теорією відносності. У цей час здоров'я Мартіна суттєво погіршилося і намагання відновити його фізичними вправами вилилися в проблеми з серцем. Церква припинила фінансування його освіти, натомість з 1912 року студент здобув державну стипендію. Під тиском духовенства він повертається до теології та паралельно з логікою досліджує вчення святого Томи в обмін на додаткове фінансування.

### Наукова кар'єра
1913 року Гайдеґґер захистив дисертацію під назвою «Вчення про судження у психологізмі» та отримав посаду співреферента Курта Шнайдера і Гайнріха Рікерта. З початком Першої світової війни Мартін за станом здоров'я у бойових діях участі не брав, проте деякий час був тиловим ополченцем-ландштурмістом. 1915 року — отримує посаду доцента у Едмунда Гуссерля за роботу «Вчення Дунса Скотта про категорії та значення». Ігнорування церквою його роботи посилило нехіть Гайдеґґера до католицтва.
Мартін одружився 1917 року з Ельфрідою Петрі, донькою високопоставленого прусського офіцера — лютеранина. 1919 року в них народився син Ґеорґ, 1920 року — Герман. На той час Мартін остаточно розриває стосунки з духовенством, зокрема через відмову дружини перейти в католицтво та хрестити дітей за католицьким обрядом.

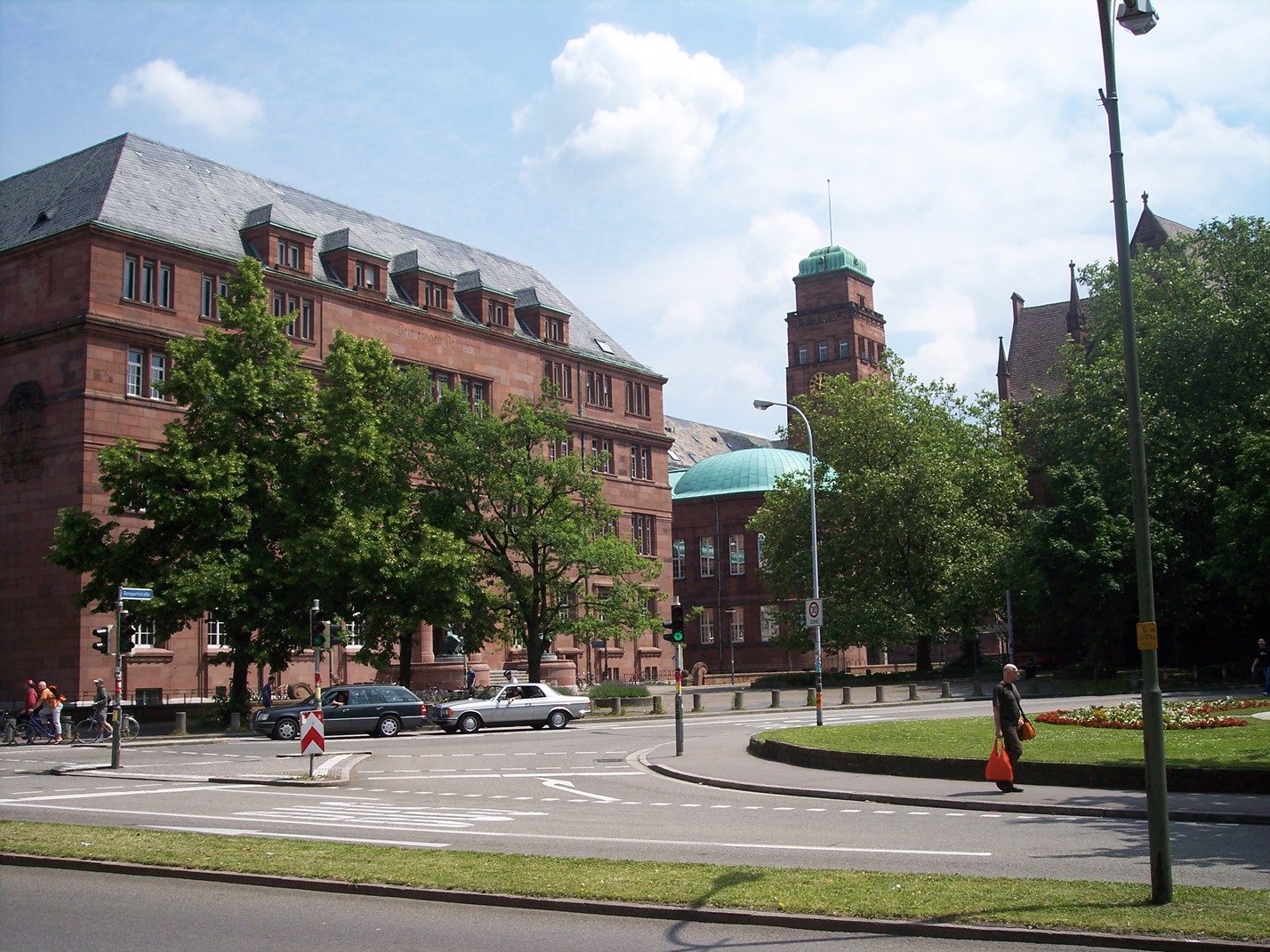
Фрайбурзький університет, ректором якого Гайдеґґер був з 21 квітня 1933 по 23 квітня 1934

Завдяки клопотанням Гуссерля та за ініціативою Пауля Наторпа і Ніколая Гартмана він отримує посаду професора (спочатку екстраординарного, а з 1923 — ординарного) в Марбурзькому університеті, яку обіймає протягом 1922—1928 рр., а 1928—1945 рр.  — у Фрайбурзькому університеті, куди його було запрошено на місце Гуссерля, який пішов на пенсію. Тут 1927 року він опублікував свою славетну книгу «Буття і час».

1933 року Гайдеґґера обрано ректором Фрайбурзького університету замість Гуссерля, який тоді пішов у відставку. Через кілька днів після свого обрання став членом Націонал-соціалістичної робітничої партії Німеччини і сплачував партійні внески до 1945 року. У ректорській промові, виголошеній 27 травня 1933 року, підкреслював зв'язок між його філософською настановою та ідеологією націонал-соціалізму. Мав плани щодо реорганізації німецьких університетів, підтримував студентські рухи, але невдовзі зустрівся з конкуренцією. У травні 1934 року пішов з посади ректора Фрайбурзького університету. З 1935 мислитель займається проблемами історії філософії та культури.

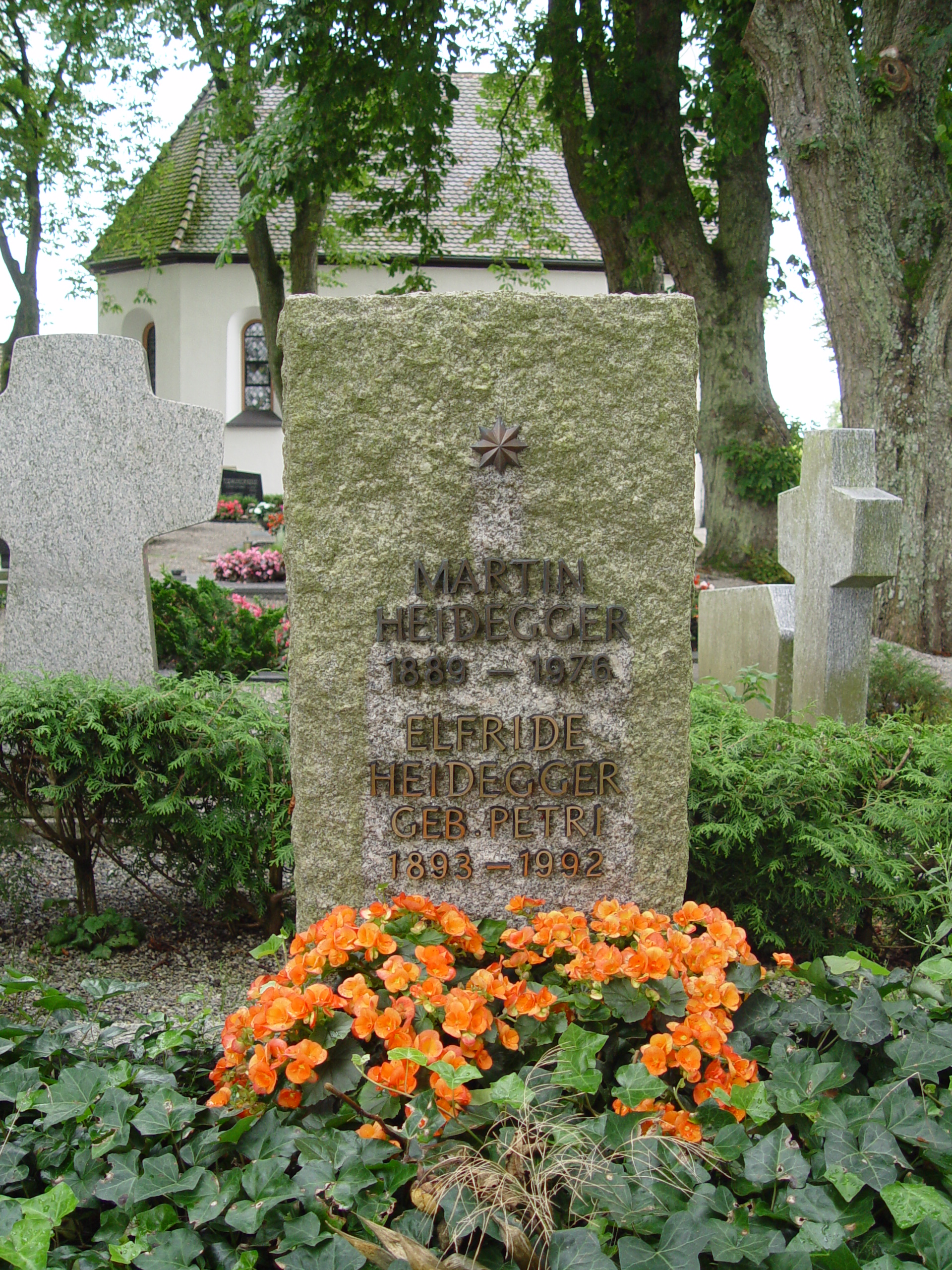
Могила Гайдеґґера у Мескірху

Після Другої світової війни французькою окупаційною владою Мартіну Гайдеґґеру було заборонено викладати через його зв'язки з нацизмом. Спеціальна комісія постановила, що хоча Мартін тримався осторонь нацистів, на початках його вибір на користь Націонал-соціалістичної робітничої партії був свідомим і це посприяло її популяризації. Колеги вважали, що Гайдеґґер повинен публічно «покаятися» за свої симпатії.
Проте з кінця 1940-х його виступи та доповіді, спочатку в клубах, потім в університетах, знову стають регулярними і збирають великі авдиторії. Він відновлює спілкування з науковцями. 1950 року його професорське звання було поновлене, а в 1951 році він одержав звання почесного професора й повну пенсію, якої домагався.
Наприкінці життя Мартін Гайдеґґер здобуває широке визнання, бере участь у семінарах, відвідує Грецію. Помер 26 травня 1976 року, похований у Мескірху, де був визнаний почесним громадянином.

### Гайдеґґер і нацизм
Попри той факт, що близькість Гайдеґґера до нацистського руху була широко відома, гостра суперечка про те, як оцінювати зв'язок між його філософією та націонал-соціалізмом, виникла лише 1987 року, коли у Франції було опубліковано розвідку Віктора Фаріа під назвою «Гайдеґґер і нацизм», яка розколола інтелектуальний світ на два табори. Один табір, на чолі з Віктором Фаріа, твердив, що Гайдеґґерова філософія глибоко закорінена в нацистській ідеології, і нагадував про те, що філософ свідомо зберігав мовчанку в питанні про антисемітизм та жорстокість нацистів. Другий табір доводив, що зв'язок між політичними та філософськими поглядами Гайдеґґера є набагато складніший, аніж це подано в аргументах Фаріа та інших, і що філософія та її вплив виходять далеко за межі всякої політичної заангажованости.

## Філософія
Основні праці Мартіна Гайдеґґера — «Буття і час» (1927), «Вступ до метафізики» (1935), «Лист про гуманізм» (1947), «Подолання метафізики» (1954), «Поезія, мова, думка» (1971).
Творчий шлях Гайдеґґера можна умовно розділити на два періоди. Після виходу «Буття і час» він здійснив те, що було назване його kehre: «поворотом» у власній філософії від екзистенційної аналітичності «Буття і час» до спрямування головного інтересу в бік мови. Якщо в перший, феноменологічно-екзистенційний, період своєї творчості Гайдеґґер займався проблемами буття і часу, то в другому, герменевтичному, він зосередився на проблемах мови і технологій.

### Буття і час
«Буття і час» містить аналіз питань фундаментальної онтології, тобто є спробою відповісти на запитання «що таке буття?». Підхід Гайдеґґера — феноменологічний: він вивчає, як буття з'являється у світі або, у Гайдеґґерових термінах, як воно розкриває себе (розкриття — це буквальний переклад грецького a-letheia (не-забуття), що означає істину). Гайдеґґер постулює кардинальну відмінність між онтичним і онтологічним.
Онтичне — це тип дослідження, що застосовується у природничих науках; воно описує об'єкти та окремі існування в термінах властивостей та кількісних вимірів. Натомість онтологічне — це тип дослідження, притаманного філософії, при якому об'єкт та існування мисляться в їхній конкретності. Саме через запитання, звернене до буття, буття розкриває себе онтологічно як нім. Dasein, буття-тут, ось-буття, буття, закинуте у світ.
Dasein (даз́айн), яке ще можна перекласти українською мову, як присутність — це особливий тип буття, це існування людини, і основна його властивість — у змозі розуміти буття. Присутність завжди пов'язана з буттям, вона питає про нього і є можливістю його відкритості для розуміння. Гайдеґґер показує, що здатність присутності відкривати й розуміти буття полягає в тому, що сама присутність існує між залученістю у світ, належністю до нього, і перебуванням у проєктуванні себе, накиданням себе в майбутнє. Присутність бачить власну сутність як своє віддзеркалення в речах світу. Тож розуміння буття сущого безпосередньо пов'язане з розумінням світу і себе.
Час формує онтологічний обрій присутності, оскільки люди сприймають себе в часі й приречені вмирати, саме час є тією причиною, з якої порушується питання буття. Згідно з Гайдеґґером, буття може розкривати себе присутності або приховувати себе від неї в повсякденності; буття приховує себе тоді, коли ми надто заклопотані у своєму житті й намагаємося забути той факт, що ми смертні. З іншого боку, буття розкриває себе в турботі (нім. Sorge), тобто в нашій стурбованості (заангажованості) проблемами світу, об'єктів та інших людей.
«Буття і час» — це незавершена праця. Гайдеґґер планував здійснити в наступній частині «феноменологічну деконструкцію» історії філософії, інакше кажучи, поставив перед собою завдання піддати критиці всю структуру західної метафізики.
Між 1929 та 1935 роками позиція Гайдеґґера суттєво змінилася. Свою увагу він зосереджує на аналізі розімкнутості буття в горизонті самого буття, а не через розуміння буття присутності. Переосмислення своєї позиції — докорінний поворот у ході мислення — філософ здійснив як послідовне перепитування про сенс буття, який має бути даним із самого буття, зі вслуховування в розкритість буття як такого. Це він робить, з'ясовуючи, що таке істина-неприхованість (aletheia), що таке подія буття і що таке мова.

### Мова
Після «Буття і часу» Мартін Гайдеґґер майже цілком присвятив свою увагу проблемам мови, оскільки, як він стверджував у «Листі про гуманізм» (1947), «у мисленні буття приходить до мови. Мова — це оселя буття».
У реконтекстуалізації питання про буття для Гайдеґґера мова постає як одна з найважливіших тем послідовної експлікації смислу буття як такого. Мовлення стає тим феноменом, який опосередковує розуміння, буття та буття людини. У визначальній для другого періоду філософування Гайдеґґера праці, у «Вступі до метафізики» (1935), буття людини уже виводиться з мовлення:
|  | Бути людиною — значить бути в мовленні |

Свою філософію мови Мартін Гайдеґґер вибудував не одразу після «Вступу до метафізики». Знадобився досвід п'ятнадцяти років складних пошуків у важкі часи Другої світової війни й післявоєнної руїни, аніж з'явився перший трактат, безпосередньо про первісний вимір мови. Важливим етапом у поступі думки про мову була робота над «Додатками до філософії» (1937—1938 рр., проте вперше видана лише 1989 року). Свої розгорнуті та послідовні думки про мову Мартін Гайдеґґер пише й оприлюднює вже тоді, коли йому самому дали слово — протягом 1950—1959 рр.
Новий фундамент питання про буття структуровано тепер у вигляді кола: без розуміння нема мовлення, без мовлення нема буття людини, без буття людини — нема розуміння буття. Проте Гайдеґґера мало цікавить мова повсякденності. Він неодноразово повторював, що буденна мова втратила щось украй важливе, стала набором порожніх фраз і спустошених слів.
Гайдеґґер експериментує зі своїм мовленням: він майже не вживає слів чужомовного походження; він майже не вживає таких мудрих слів, як «філософія», «інтерпретація», «онтологія»; він дуже скромний в апеляціях до досвіду давньогрецької і латинської мов; він навіть уживає давнє гельдерлінівське написання слова буття — «Seyn», а не усталене у німецькій мові «Sein». У такий спосіб філософ намагається артикулювати спробу говорити про первісний вимір буття.
У пошуках первісного виміру мови Гайдеґґер приходить до з'ясування спорідненості поезії з джерелом мови. Поезія — це завжди новий, живий, нестертий і незабалаканий досвід мовлення.
Здогади про первинний вимір мови проривається у Гайдеґґера, коли він тлумачить вірші Фрідріха Гельдерліна (1770—1843). Деякі ще завчасні ідеї про поетичність мови можна побачити в статті «Гельдерлін і сутність поезії» (1936), а ще у тлумаченні Гельдерлінових гімнів, що були написані у воєнні роки (помічені в 52 та 53 томах повного зібрання творів М. Гайдеґґера). Крім цього, він аналізує тексти Стефана Ґеорґе, Новаліса і Ґеорґа Тракля.
Рамки філософії мови Мартіна Гайдеґґера окреслено в часто цитованому визначенні мови як «оселі буття», що вперше зустрічається в «Листі про гуманізм». Це поетичне метафоричне визначення, з одного боку — розвиває мотив деструкції історії філософії, що прагне досягти первісного розуміння буття, а з іншого — це поетично «неточний» вислів, здатний натякнути на первинний досвід мови буття і не повертатися до тенет філософської традиції. А за змістом це визначення говорить про те, що мова — не форма культури, а сила розкрити «царину істини» і вивести людину до первісного виміру єдності буття і світу. Оселя буття, мова, дозволяє нам бути у світі й водночас проливає світло на те, як ми там є.

### Технології
Чимало з Гайдеґґерових пізніших праць, зокрема, його есеї, опубліковані в збірнику «Поезія, мова, думка» (1971), у поетичному ключі трактують такі проблеми, як діяння мистецтва, місце перебування, зрештою, самі предмети. Однією з центральних проблем у пізнішій науковій діяльності філософа є технологія, яку він порівнює з мистецтвом, оскільки обидві ці категорії являють собою творчий акт. Гайдеґґер відкидає технологію, тому що вона віддає перевагу онтичному дослідженню над онтологічним.
Окрім онтологічних обертонів філософії мови, слід звернути увагу на те, що Гайдеґґер протиставляє поетичне осереддя мови технізації життєвого віку людини. Він вважає, що в момент зустрічі людини з речами, останні приходять до мови: людина забезпечує вимовленість речей у їх бутті. Мова завдяки своїй поетичній облаштованості зберігає речі в тих вимірах і тих рамках, у яких вони не виявляють самі себе. Буттєвості мови протистоїть «техніка», специфічне — нищівне — ставлення до світу, що розкриває сутність речей у дошкульному вимірі їх корисності для людини. Осердям такого псевдорозкриття сутності речей є «підставка», яка проникає і в мову. Тоді мова, у її інструментальній формі, губить зв'язок з буттєвим виміром, перестає нести заклик буття людині, руйнує можливість розуміння світу. Тож мова постає неначе поле боротьби поетичного дійства і технічного підставлення. І це поле боротьби — не віддалена проблема обраних утаємничених людей, а проблема виживання людини, збереження у світі змоги бути людиною.
Перший номер журналу «Філософська думка» 2020 під гаслом «Справа Мартина Гайдеґера» з викладами А. Ахутіна, Є. Бистрицького, М. Бойченка, О. Воронюка, А. Дахнія, А. Єрмоленка, І. Іващенка, І. Карівця, Р. Кобця, О. Комарова та інтерв'ю з А. Дахнієм був майже цілком присвячений цьому філософу.

## Переклади українською
- Гайдеґґер М. Будувати, проживати, мислити //  [Архівовано 23 жовтня 2018 у Wayback Machine.] — Х.: Фоліо, 1998. — С. 313—332. Текст. [Архівовано 1 лютого 2018 у Wayback Machine.]
- Гайдеґґер М. Буття в околі речей // Возняк Т. Тексти та переклади. — Х.: Фоліо, 1998. — С. 332—345. Текст. [Архівовано 23 жовтня 2018 у Wayback Machine.]
- Гайдеґґер М. Гельдерлін та сутність поезії // Возняк Т. Тексти та переклади. — Х.: Фоліо, 1998. — С. 345—363. Текст. [Архівовано 23 жовтня 2018 у Wayback Machine.]
- Гайдеґґер М. Вечірня розмова в таборі для військовополонених // Українські проблеми. — 1998. — № 1. — С. 106—121. Текст. [Архівовано 17 листопада 2018 у Wayback Machine.]
- Гайдеґґер М. Дорогою до мови / Пер. з нім. В. Кам'янця. — Львів: Літопис, 2007. — 232 с.